# Arroyo Sauce (Río Yí, I)
Der Arroyo Sauce ist ein Fluss in Uruguay.
Er entspringt auf dem Gebiet des Departamento Durazno einige Kilometer südlich des Arroyo Puntas de los Molles. Von dort fließt er in südliche Richtung und mündet schließlich flussaufwärts der Mündung des Arroyo de los Molles als rechtsseitiger Nebenfluss in den Río Yí.